# Hufschlag (Surberg)
Hufschlag ist ein Gemeindeteil der Gemeinde Surberg nahe Traunstein im oberbayerischen Landkreis Traunstein. Politisch gehört der Ort zur Gemeinde Surberg, pfarrlich zur katholischen Stadtpfarrei St. Oswald in Traunstein.

## Geschichte
Hufschlag gehörte zur Hauptmannschaft Berg (Amt Kammer) des Kurfürstentums Bayern. Mit der Gemeindebildung im Königreich Bayern 1808 bis 1818 kam Hufschlag zur Gemeinde Thunstetten, die wiederum mit Surberg vereinigt wurde.

## Elternhaus von Papst Benedikt XVI.

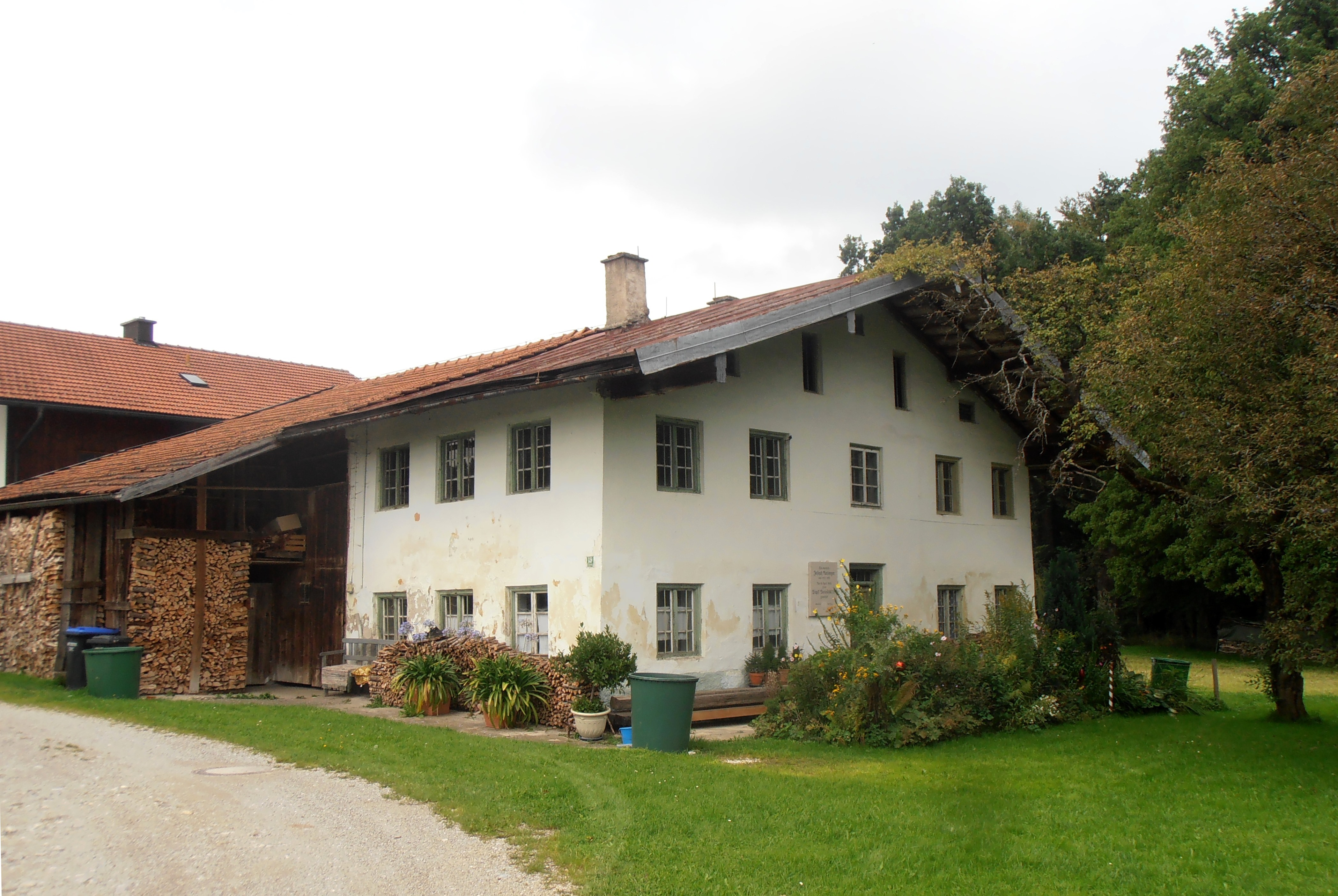
Elternhaus Benedikts XVI.

In Hufschlag, Papst-Benedikt-XVI.-Weg 19 (vormals Eichenweg), befindet sich das Elternhaus von Papst Benedikt XVI. und dessen Bruder Georg Ratzinger. Kardinal Ratzinger stellte in seiner Autobiographie Aus meinem Leben 1998 fest, es wäre gar nicht so „leicht zu sagen, wo ich eigentlich zu Hause bin. Mein Vater wurde als Gendarm wiederholt versetzt, so dass wir viel auf Wanderschaft waren, bis wir 1937, als er mit sechzig Jahren in Pension ging, das Haus in Hufschlag bei Traunstein beziehen konnten, das dann unsere eigentliche Heimat geworden ist.“ 
Im Jahr 1955 zogen Joseph Ratzingers Eltern aus Altersgründen zu ihm in dessen Wohnung am Freisinger Domberg.
Am 6. Mai 2019 überreichte eine Delegation der Gemeinde Surberg in Rom die Ehrenbürger-Urkunde an Papst Benedikt XVI.

## Verkehr

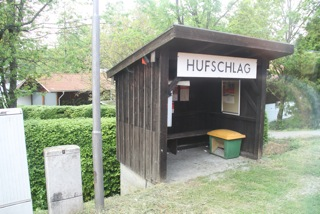
Haltepunkt Hufschlag

Hufschlag hat einen Haltepunkt an der Bahnstrecke Hufschlag Abzweig–Waging.
Koordinaten: 47° 53′ N, 12° 40′ O